# Nova Aurora, Goiás
Nova Aurora este un oraș în Goiás (GO), Brazilia.